# Dramane Coulibaly
Dramane Coulibaly (Bamako, 18 marzo 1979) è un ex calciatore maliano, di ruolo attaccante.

## Carriera

### Nazionale
Ha debuttato in Nazionale maggiore il 24 gennaio 1999, in Congo-Mali (0-0). Ha messo a segno la sua prima rete con la maglia della Nazionale il 3 febbraio 2002, in Mali-Sudafrica (2-0), siglando la rete del definitivo 2-0 al 92º minuto. Ha partecipato, con la nazionale, alla Coppa d'Africa 2002. Ha collezionato in totale, con la maglia della Nazionale, 23 presenze e 8 reti.